# József Sákovics
József Sákovics, född 26 juli 1927 i Budapest, död 2 januari 2009 i Budapest, var en ungersk fäktare.
Sákovics blev olympisk silvermedaljör i värja vid sommarspelen 1956 i Melbourne.